# أندرياس كريستنسن
أندرياس بوتكر كريستنسن (بالدنماركية: Andreas Christensen)، (مواليد 10 أبريل 1996) هو لاعب كرة قدم دنماركي يلعب حالياً ل‍نادي برشلونة الإسباني، كما يلعب في صفوف المنتخب الدنماركي.

## الإنجازات
تشيلسي
- كأس الاتحاد الإنجليزي: 2017–18[4]
- الدوري الأوروبي : 2019[5]
- دوري أبطال أوروبا : 2020–21[6]
- كأس السوبر الأوروبي : 2021[7]
- كأس العالم للأندية : 2021[8]

برشلونة
- الدوري الإسباني: 2022—23، 2024—25
- كأس ملك إسبانيا: 2024–25
- كأس السوبر الإسباني: 2022–23، 2024–25

## روابط خارجية
- أندرياس كريستنسن على موقع الاتحاد الدولي (مؤرشف)  (الإنجليزية)
- أندرياس كريستنسن على موقع الاتحاد الأوربي (الإنجليزية)
- أندرياس كريستنسن على موقع قاعدة بيانات كرة القدم.إي يو (الإنجليزية)
- أندرياس كريستنسن على موقع ليكيب (الفرنسية)
- أندرياس كريستنسن على موقع ناشيونال فوتبول تيمز (الإنجليزية)
- أندرياس كريستنسن على موقع Soccerbase.com (لاعب) (الإنجليزية)
- أندرياس كريستنسن على موقع Soccerway.com (الإنجليزية)
- أندرياس كريستنسن على موقع عالم كرة القدم.نت (الإنجليزية)
- أندرياس كريستنسن على موقع AS.com (الإسبانية)
- ملف اللاعب على DBU.dk (بالدنماركية)